# Julie Matatiken
Julie Florida Matatiken, née le 14 avril 1980, est une haltérophile seychelloise.

## Carrière
Julie Matatiken obtient la médaille d'argent à l'arraché et la médaille de bronze à l'épaulé-jeté et au total en moins de 48 kg aux Championnats d'Afrique d'haltérophilie 2004 à Tunis. 
Elle est médaillée d'or à l'arraché, à l'épaulé-jeté et au total dans la catégorie des moins de 48 kg aux Championnats d'Afrique d'haltérophilie 2005 à Kampala,.